# San Jacinto, Huixquilucan
San Jacinto är en ort i Mexiko, tillhörande kommunen Huixquilucan i delstaten Mexiko. San Jacinto ligger öst om Zacamulpa i den centrala delen av landet och tillhör Mexico Citys storstadsområde. Orten hade 2 252 invånare vid folkmätningen 2010.